# 土卫三十二
土卫三十二(墨托涅，Methone，希腊文：Μεθωνη)是环绕土星运行的一颗卫星，运行轨道位于土卫一与土卫二之间。

## 發現
土卫三十二由卡西尼图像團隊（Cassini Imaging Team）于2004年6月发现，先前临时编号为S/2004 S 1。

## 命名
它以希腊神话中巨人阿尔库俄纽斯的女儿、阿尔库俄尼得斯（Alkyonides）七姐妹之一的墨托涅命名。
土卫三十二受到比它大得多的土卫一产生的轨道共振影响，运行时扰动很大，也使它的密切轨道变化明显。

## 表面特征
土卫三十二外观呈卵形，外表光滑，没有撞击坑。原因可能是其由极轻的物质组成，由于其较为蓬松，在很大的时间尺度上可以流动，从而消除撞击坑的痕迹。甚至土星辐射带中的电子可能使得其表面的冰晶带电漂浮，增加其移动能力。